# The Prince (игра)
The Prince (с англ. — «Государь») — компьютерная игра в жанре многопользовательской стратегии с элементами приключений и социальной дедукции, разработанная компанией Cases Computer Simulations и выпущенная в 1984 году для платформы ZX Spectrum 48K.

## Идея игры
Источником вдохновения для создателей игры послужил философско-политический трактат Никколо Макиавелли «Государь».
Действие разворачивается в средневековом замке Рейвенскраг, где после таинственного исчезновения Лорда-Хранителя — второго человека после правителя — игроки вступают в борьбу за политическое господство.
Для партии требуется четыре игрока, каждый из которых выбирает одну из четырёх придворных ролей: землевладелец, священнослужитель, купец или чиновник. Каждый класс персонажей обладает уникальными способностями и недостатками. Чтобы стать новым Лордом-Хранителем, игрокам необходимо представить Государю правильную пару токенов — предмет и соответствующее ему слово.

## Игровой процесс
Игровой процесс напоминает классические текстовые приключенческие игры, но дополнен многопользовательским режимом и стратегическими элементами. Игроки исследуют замок, взаимодействуя с 17 неигровыми персонажами. Игровой парсер использует ограниченный набор общих для всех игроков команд, а также некоторые команды, специфичные для конкретных персонажей. За один ход можно ввести не более десяти команд.
Доступные действия включают исследование локаций, осмотр и сбор предметов, ведение диалогов, а также совершение других действий — от шантажа до торговли и ведения переговоров о цене. Игроки также могут нанимать головорезов и шпионов, а также приобретать предметы у неигровых персонажей-торговцев. Среди нанятых слуг могут оказаться двойные агенты, что привносит в игру элементы интриги и вероятность предательства.
Персонажи обладают следующими особыми умениями:
- Грэспер (землевладелец) защищает себя и других от физических атак и воровства.
- Эмброуз (священник) может отпускать грехи игрокам, восстанавливая их благодать.
- Поркус (купец) предоставляет займы другим игрокам суммами по 1000 крон, помогая в приобретении предметов и услуг.
- Фернандо (Судебный пристав) может инициировать судебные процессы против других игроков за преступления, такие как кража или нападение, что может привести к их заключению под стражу.

Совершая определённые поступки — кражи, обман или отдавая приказы об атаках на других — игрок накапливает грехи. Если их накапливается слишком много, Государь перестаёт давать аудиенции. В связи с этим игрокам приходится искать баланс между макиавеллиевскими тактиками и искуплением вины.
Игровой процесс является пошаговым — в каждый момент времени с игрой взаимодействует только один игрок, в то время как остальные ожидают своей очереди. Каждому игроку выдаётся персональный код доступа, обеспечивающий конфиденциальность его действий и стратегии.
Социальное взаимодействие играет фундаментальную роль в механике игры. Несмотря на ограниченное прямое взаимодействие между игроками во время ходов, игра предусматривает возможность внеигровых переговоров и формирования альянсов, что добавляет элемент интриги и обмана. Последствия тайных действий игроков проявляются по мере развития игры, часто оказывая неожиданное влияние на соперников. В определённых ситуациях игрокам может быть присвоен статус «incommunicado», что ограничивает их возможности общения с другими участниками как в рамках игры, так и за её пределами, создавая дополнительный уровень стратегической изоляции.

## Восприятие
| Иноязычные издания      | Иноязычные издания |
| Издание                 | Оценка             |
| ----------------------- | ------------------ |
| Personal Computer Games | 7/10               |

Современные игре журналы дали «The Prince» смешанные оценки. Наибольшую похвалу заслужили инновационная многопользовательская составляющая и комплексные игровые механики. По мнению обозревателей Personal Computer Games, игра должна была особенно понравиться любителям совместных игровых развлечений в духе Dungeons & Dragons. Журнал Crash провёл параллели с настольной игрой «Дипломатия», высоко оценив возможности для дипломатического взаимодействия между игроками и стратегических манёвров.
Тем не менее, обозреватели отметили ряд существенных ограничений. Издание Computer and Video Games сочло ограничивающим требование присутствия строго четырёх игроков. Micro Adventurer раскритиковал минимальное взаимодействие между игроками из-за использования одного компьютера, предположив, что игра лучше проходила бы в сетевом режиме. Критики также указывали на сложность игры — Crash писал, что структура команд понятна только опытным любителям приключенческих игр.
Несмотря на отмеченные недостатки, критики оценили новаторский подход игры к организации социальной динамики между игроками. По мнению обозревателя Personal Computer Games, она стала одной из первых игр с «продуманным и захватывающим взаимодействием между участниками». В Micro Adventurer игру охарактеризовали как предшественницу будущих сетевых приключенческих игр. Crash назвал её «настоящим шагом вперёд в развитии компьютерных игр».